# Tipula (Lunatipula) macnabi
Tipula (Lunatipula) macnabi is een tweevleugelige uit de familie langpootmuggen (Tipulidae). De soort komt voor in het Nearctisch gebied.